# Саут-Бротер
Саут-Бротер (англ. South Brother Island, досл.: «Южный Брат») — маленький необитаемый остров в проливе Ист-Ривер, относящийся к городу Нью-Йорк. Расстояние до материка — 800 метров.

## Описание
Остров округлой формы, в поперечнике не превышает 180 метров. В 250 метрах к северу находится остров Норт-Бротер (North Brother Island, досл.: «Северный Брат»), также необитаемый, в три раза большего размера. Остров порос густым лесом, в котором во множестве селятся кваквы, большие белые цапли, белые американские цапли и ушастые бакланы.

## История
На протяжении долгого времени остров находился в частной собственности, но в 2007 году был выкуплен городом Нью-Йорк.
С 1614 года этот остров и его «северный брат» принадлежали Голландской Вест-Индской компании и были известны под названием De Gesellen (рус. компаньоны).
Единственным зданием, существовавшим на острове, был летний домик Джейкоба Рупперта (Jacob Ruppert) — первого владельца бейсбольного клуба «Нью-Йорк Янкис», но оно сгорело в 1909 году, других построек на острове с тех пор не производилось. В 1944 году остров купил Джон Героса, президент Metropolitan Roofing Supply Company, который хотел устроить на острове место летнего отдыха для своих рабочих, но эти планы так и не были осуществлены.
В 1964 году остров был административно переподчинён от Куинса Бронксу.
В 1975 году остров был продан компании Hampton Scows Inc. за $10. Компания исправно платила налоги на недвижимость, но ничего не делала для развития острова, поэтому в ноябре 2007 года город Нью-Йорк выкупил этот остров за $2 млн. Из острова было решено сделать заповедник, ответственными за это назначены Городской департамент парков и Бронксский зоопарк.